# Тепловоз Дг14-1
Дг14-1 (дизельный с гидравлической передачей и осевой нагрузкой 14 т, номер первый) — тепловоз типа 0-3-0 с гидравлической передачей, построенный в 1941 г. в Германии.
Маневровые тепловозы этого типа (Wehrmachtslokomotive WR 360 °C 14) были созданы в 1937 г. для Вооруженных сил Третьего рейха для маневровых работ на взрыво- и огнеопасных объектах (НПЗ, нефтебазах и складах боеприпасов), где обычные паровозы в силу использования открытого огня и большого  количества искр были небезопасны. В то же время новый тип маневровых тепловозов не обладал теми недостатками бестопочных паровозов, которые вызвали их незначительное распространение на железных дорогах мира.

## Историческая справка
В 1945 г. после окончания Великой Отечественной войны на базу автомотрис (станция Раменское) поступил тепловоз V36 типа 0-3-0, построенный в 1941 г. в железнодорожных мастерских станции Страсбург в Эльзасе.

## Конструкция

### Двигатель
На тепловозе был установлен 4-тактный, 6-цилиндровый бескомпрессорный дизель фирмы Xумбольдт—Дoйтц, мощностью 360 л.с.

### Передача
Вал дизеля соединялся с отбойным валом, находившимся между 2-й и 3-й колёсными парами, гидромеханической передачей системы Фойта. Эта передача включала в себя гидропреобразователь, две гидравлические муфты и коробку скоростей. Коробка скоростей обеспечивала создание маневрового (до 30 км/ч при силе тяги на малых скоростях до 13000 кг) и поездного (до 60 км/ч при силе тяги 8000 кг на скоростях до 20 км/ч) режимов.

### Ходовая часть
Тепловоз имел колёса диаметром 1100 мм. Листовые рессоры находились под буксами, причём у 1-й и 2-й колёсных пар они были связаны продольными балансирами.
Тепловоз был оборудован пневматическими тормозами системы Кунце—Кнорра.

## Испытания и их результаты
В 1946 г. ВНИИЖТ совместно с кафедрой тепловозостроения МВТУ провели испытания тепловоза на Московско-Курской железной дороге. На этой дороге локомотив некоторое время работал на манёврах (участок Фрязево — Ногинск), а также совершил две поездки на участке Москва — Белёв. В 1950-е годы работал в депо ст. Вильнюс.
Испытания выявили надёжность и удобство гидромеханической передачи для тепловоза небольшой мощности. Также было установлено, что недостатком такой передачи является необходимость её защиты от холода в зимнее время во избежание повышения вязкости рабочей жидкости.